# Litarachna amnicola
Litarachna amnicola is een mijtensoort uit de familie van de Pontarachnidae. De wetenschappelijke naam van de soort is voor het eerst geldig gepubliceerd in 1986 door Cook.